# Larwill
Larwill – miasto w Stanach Zjednoczonych, w stanie Indiana, w hrabstwie Whitley.